# ニューブランズウィック (ニュージャージー州)
ニューブランズウィック（New Brunswick）は、アメリカ合衆国ニュージャージー州のミドルセックス郡にある都市。人口は5万5266人（2020年）。ニューヨーク都市圏に含まれる。

## 概要
アメリカ合衆国建国以前からの300年もの歴史を有する。正式な市制施行は1784年。ニューブランズウィックとは英語で「新たなブラウンシュヴァイク」を意味する。
全米で8番目に古い歴史を持つ州立大学、ラトガース大学のキャンパスや医科大学が位置する学園都市である。また、世界的な製薬会社ジョンソン・エンド・ジョンソンの本社所在地でもある。

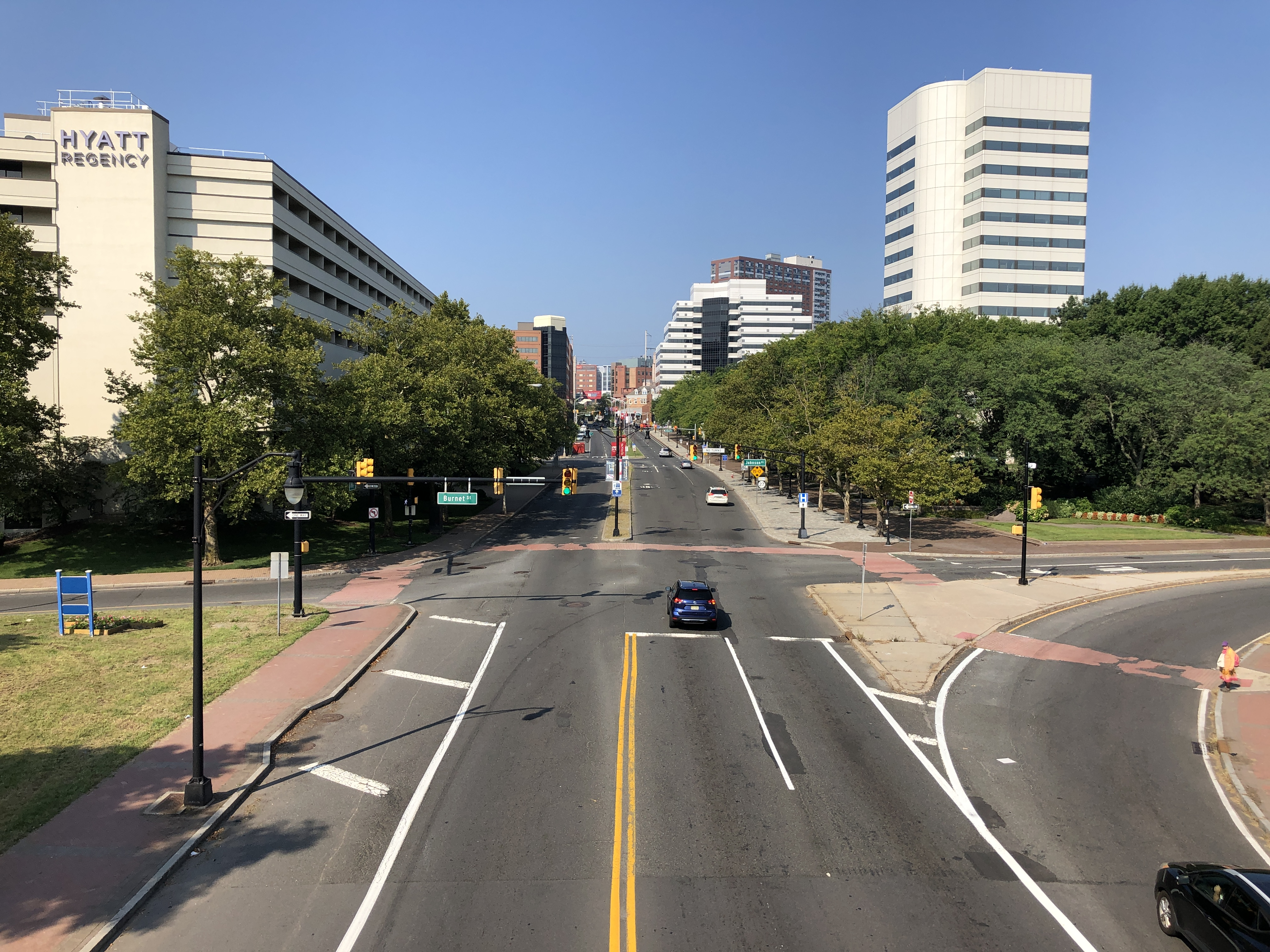
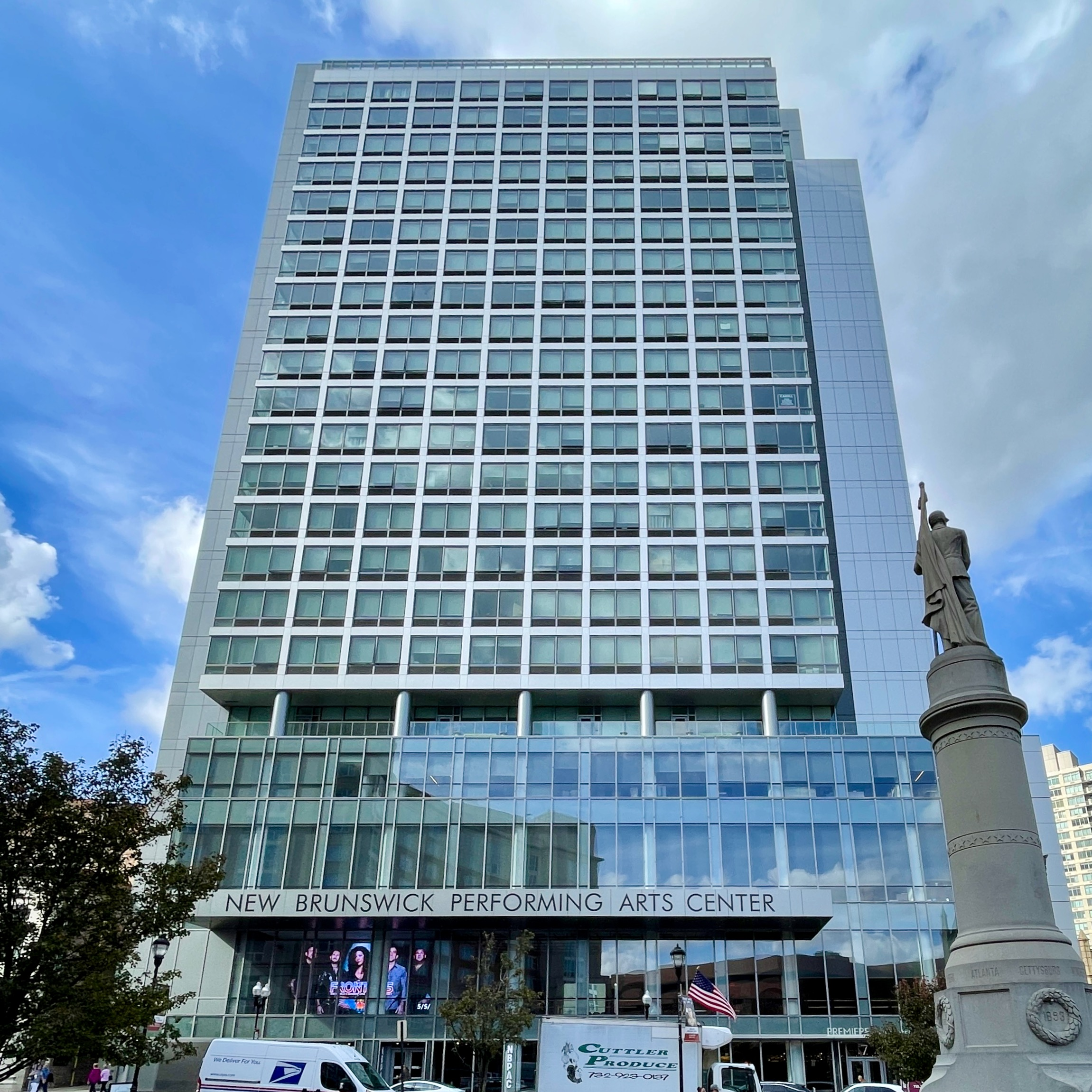
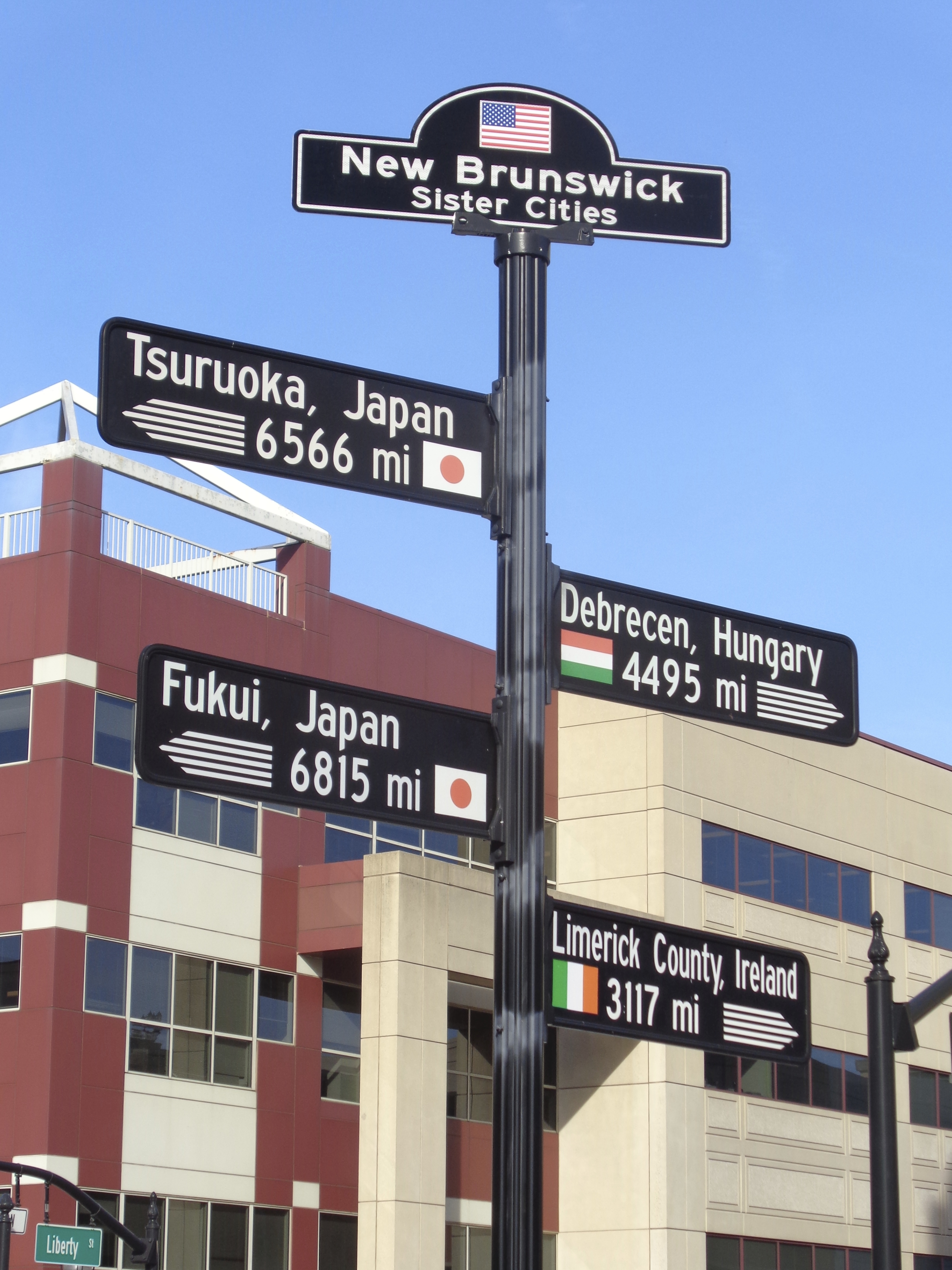

## 政治

ニューブランズウィック市役所

### 行政

#### 首長
ニューブランズウィック市長参照。

## 対外関係

### 姉妹都市･提携都市
- 福井市（日本国 中部地方 福井県）
- 鶴岡市（日本国 東北地方 山形県）
- デブレツェン（ハンガリー共和国 ハイドゥー・ビハール県）
- リムリック（アイルランド共和国 マンスター地方 リムリック県）

## 経済

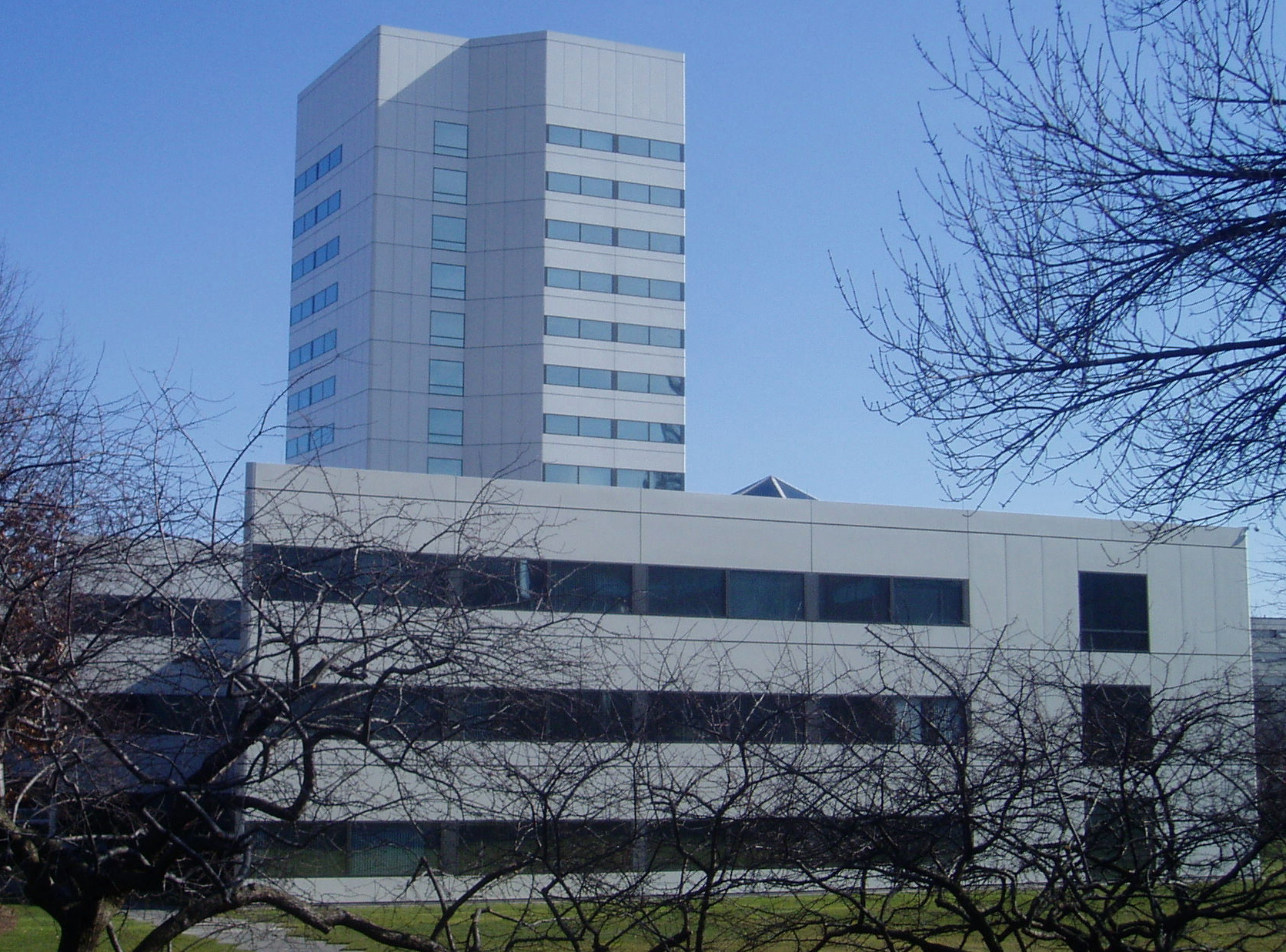
ジョンソン・エンド・ジョンソン本社

### 製薬会社
- ジョンソン・エンド・ジョンソン

## 教育

### 大学
州立
- ラトガース大学

市内には3つのキャンパスがある。すなわち本部のあるカレッジ・アベニュー・キャンパス、ダグラス・キャンパス、クック・キャンパスであり、周辺の町にも広がっている。
ラトガース大学は過去20年間に学術用および住宅用で中心街に幾つかの建物を追加して来た。

### 神学校
- アメリカ改革教会のニューブランズウィック神学校（全米最古のプロテスタント系神学校）も市内にある。1784年にニューヨーク市で設立され、1810年に市内に移って来た。名物教授として44年間務め、学部長、学長にもなったサミュエル・メリル・ウッドブリッジ（1819年 - 1905年）がいた。

## 交通

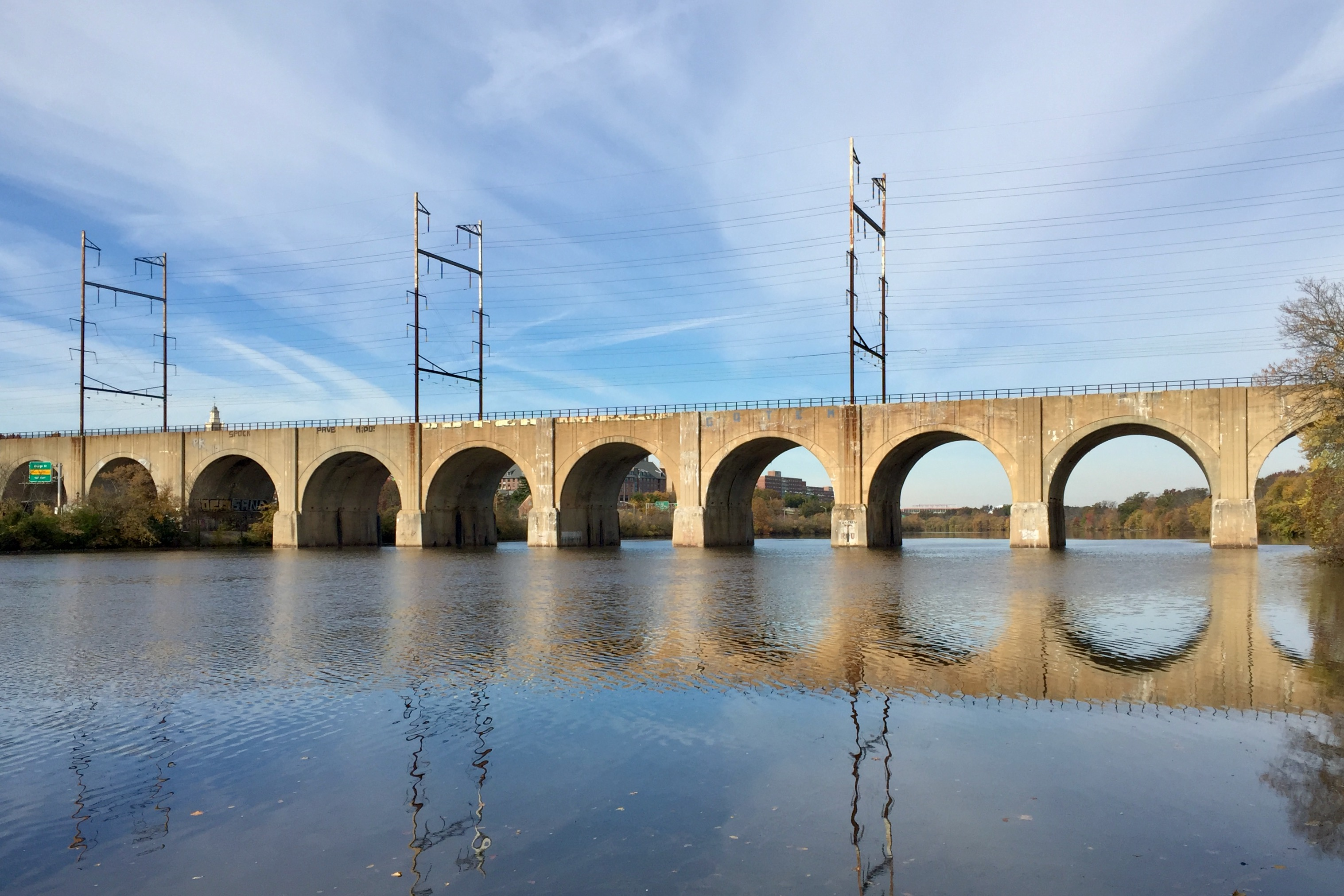
ラリタン橋（北東回廊）

### 鉄道
ニューブランズウィック駅は北東回廊上の主要駅である。ニューヨークからニュージャージー・トランジットの通勤電車で1時間程である。運行本数は少ないが、アムトラックのノースイースト・リージョナルも停車する。アセラ・エクスプレスは通過する。

### バス
ラトガース大学のキャンパス間を結ぶバスは誰でも無料で利用できる。

## 舞台とした作品

### 映画
- バニラ・スカイ
  - バニラ・スカイではLEがこの地で初めて行われたことになっている。

## その他
- 1869年11月6日、大学対抗アメリカンフットボール（カレッジフットボール）がこの地で初めて行われた。ラトガース大学が6対4（現在のルールになおせばおおよそ42対28）のスコアでプリンストン大学を破った。当時のフィールドには現在ラトガース大学のカレッジ・アヴェニュー体育館が建っている。